# Parminder Nagra
Parminder Kaur Nagra (* 5. říjen 1975, Leicester, Velká Británie) je britská herečka.

## Počátky
Narodila se v Leicesteru ve Velké Británii do rodiny dělníků Sukhy a Nashutera Nagrových, přistěhovalců z Indie. Navštěvovala Northfield House Primary School a Soar Valley College. K herectví se dostala přes svého bývalého učitele dramatu, Jeze Simonse. Hraje na violu.

## Kariéra
Před kamerou se poprvé objevila v roce 1991 ve filmu Dushmani Jattan Di. Divákům po celém světě je nejznámější díky své roli ve filmu Blafuj jako Beckham. Objevila se také ve snímcích jako Zakletá Ella nebo 28 tisíc.
Objevila se také v jedné z hlavních rolí seriálu Pohotovost.

## Ocenění
Za svou kariéru získala 2 ocenění, na další 4 (včetně nominace na Teen Choice Award) byla nominována.

## Osobní život
4 roky byla provdána za fotografa Jamese Stensona, se kterým má syna Kaie Davida Singha. V roce 2004 nesla ulicemi Londýna pochodeň před letní olympiádou v Aténách.

## Vybraná filmografie

### Filmy
- 1991 - Dushmani Jattan Di
- 2002 - Blafuj jako Beckham
- 2004 - Zakletá Ella
- 2008 - Leda ve snu
- 2011 - Darebák David: Film
- 2012 - 28 tisíc

### Televizní filmy
- 1999 - Donovan Quick
- 2008 - Batman - Gothamský rytíř

### Televizní seriály
- 2003 - Pohotovost
- 2012 - Alcatraz
- 2013 - The Blacklist